# Gary Chapman
Pour les articles homonymes, voir Chapman.
Pour le pasteur et conseiller conjugal américain, voir Gary Chapman (auteur).
Gary Chapman (né selon les sources le 17 septembre 1937 ou le 12 mars 1938 et mort le 23 septembre 1978) est un nageur australien.

## Jeux olympiques
- Jeux olympiques d'été de 1956 à Melbourne 
  -  Médaille de bronze sur 100 m libre.